# Hunyadi Lászlóné
Hunyadi Lászlóné Ferenczy Magdolna (Budapest, 1959. szeptember 26. – Budapest, 2001. január 13.[forrás?]) magyar válogatott sportlövő. Kisöbű sportpuska és légfegyveres számokban versenyzett.
Fő versenyszáma, melyben legtöbb kiemelkedő eredményét elérte a légpuska 10 méteres, 40 lövéses versenyszám volt. Ifjúsági, junior és felnőtt versenyzőként számos magyar bajnoki címet nyert, többször volt országos csúcstartó, kiemelkedő eredményeket ért el nemzetközi versenyeken is. Pályafutása alatt edzői oklevelet szerzett a Testnevelési Főiskolán.

## Klubjai
- MHSZ Chinoin Lövészklub
- MHSZ Központi Lövészklub
- Budapesti Honvéd Sportegyesület

## Kiemelkedő nemzetközi eredményei
- 1981. Európa-bajnokság, Athén: 2. helyezés (légpuska csapat)
- 1982. Európa-bajnokság, Hága: 3. helyezés (légpuska egyéni)
- 1983. Világbajnokság, Innsbruck: 2. helyezés (légpuska csapat)
- 1984. "A" kategóriás Barátság Verseny Moszkva (Los Angeles-i olimpia helyett): 2. helyezés (légpuska egyéni)
- 1985. Világbajnokság, Mexikóváros: 3. helyezés (légpuska csapat)